# Kostelany nad Moravou
Kostelany nad Moravou är en ort i Tjeckien.   Den ligger i distriktet Okres Uherské Hradiště och regionen Zlín, i den östra delen av landet, 250 km sydost om huvudstaden Prag. Kostelany nad Moravou ligger 176 meter över havet och antalet invånare är 884.
Terrängen runt Kostelany nad Moravou är platt åt sydost, men åt nordväst är den kuperad.Runt Kostelany nad Moravou är det ganska tätbefolkat, med 207 invånare per kvadratkilometer. Närmaste större samhälle är Uherské Hradiště, 4,7 km nordost om Kostelany nad Moravou. Trakten runt Kostelany nad Moravou består till största delen av jordbruksmark.